# Rosnay (Vendée)
Rosnay is een gemeente in het Franse departement Vendée (regio Pays de la Loire) en telt 491 inwoners (2005). De plaats maakt deel uit van het arrondissement La Roche-sur-Yon.

## Geografie
De oppervlakte van Rosnay bedraagt 14,1 km², de bevolkingsdichtheid is 34,8 inwoners per km².

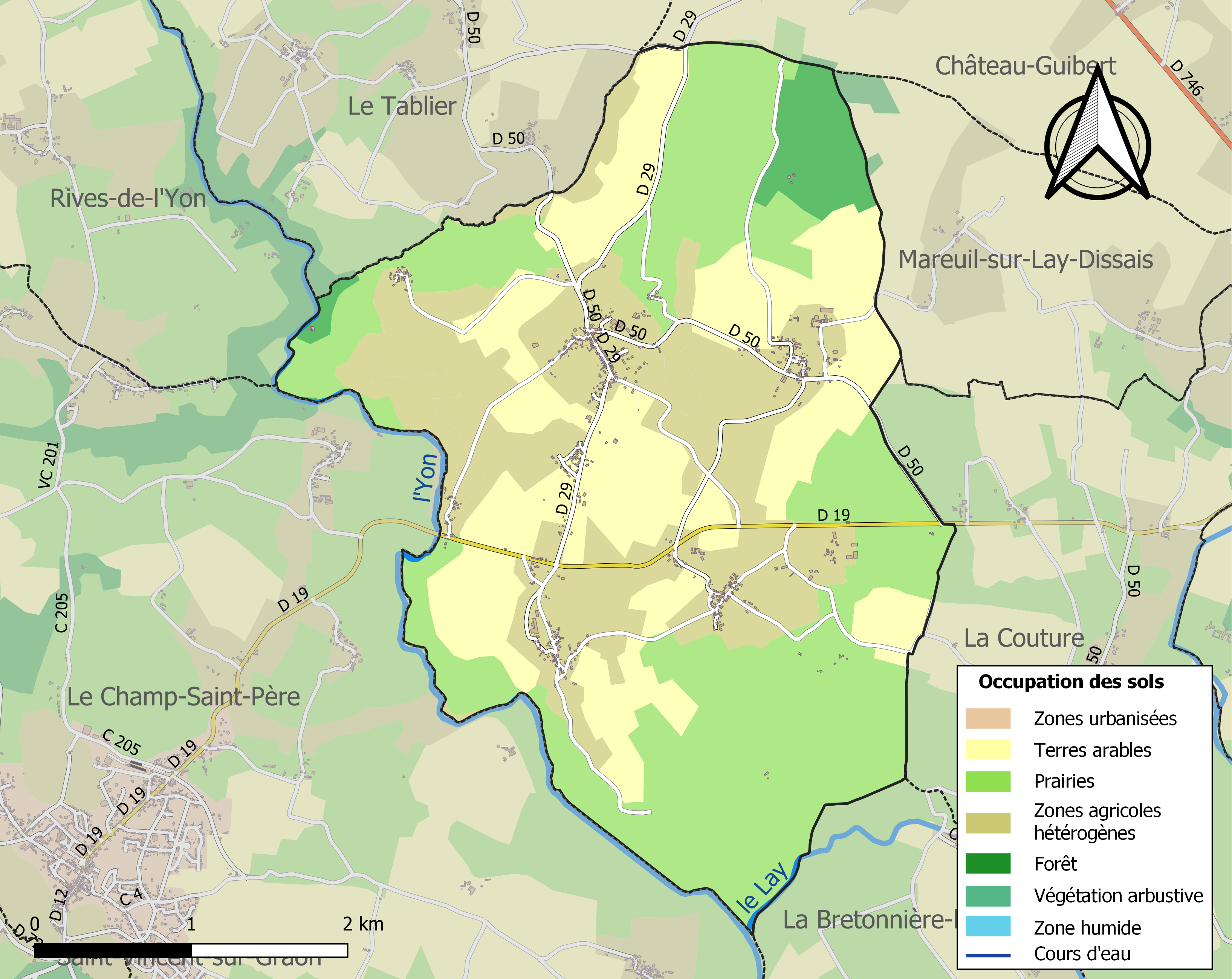
Kaart van de gemeente met de belangrijkste infrastructuur, bodemgebruik en omliggende gemeenten

## Demografie
Onderstaande figuur toont het verloop van het inwonertal (bron: INSEE-tellingen).

1. ↑  Populations de référence 2022.